# Plumpsack (Schimpfwort)
Als Plumpsack wird nach dem Deutschen Wörterbuch von Gerhard Wahrig umgangssprachlich ein dicker, schwerfälliger Mensch bezeichnet.

## Begriff
„Plumpsack“ ist ein Kompositum aus lateinisch plumbum („Blei“)  und deutsch „Sack“. Es  bedeutet damit ursprünglich „Bleisack“ oder „Bleibeutel“. Aus dem Grundwort gingen weitere Sprachbildungen hervor, etwa das Adjektiv plump mit der Bedeutung grob, unförmig, schwerfällig, ungeschickt oder das Substantiv Plumpheit. Auch das Verbum plumpsen wird im Sinne von durch Ungeschicklichkeit, Unbeholfenheit fallen, hinplumpsen mit dem Grundwort in Verbindung gebracht.

## Bedeutung
Die Wortverbindung „Plumpsack“ enthält eine zweifach abwertende Aussage über die damit bezeichnete Person. Durch die Koppelung der Eigenschaft der „Plumpheit“ mit dem Bild eines „Sacks“ (vgl. den Topos „Alter Sack“, „Blöder Sack“) wird eine Steigerung der Schmähung erreicht. Es kommt ihr damit ein beleidigender Charakter zu. Erstmalig nachweisbare Erwähnung findet das Wort in dem im Jahre 1739 veröffentlichten Lexicon Manuale Latino-Germanicum von Benjamin Hederich in Verbindung mit einem Narren (alberne, törichte Person).